# Grupo Desportivo O Coruchense
O Grupo Desportivo O Coruchense, é um clube português, localizado na vila de Coruche, distrito de Santarém. Atualmente disputa a 1ª Divisão da AF Santarém 2023-2024.

## História[1]

### Sport Clube “O Coruchense”
O Sport Clube “O Coruchense” foi um clube de futebol fundado em 1922 por um grupo de amigos de Coruche, entre eles José Matias, Manuel Casimiro, Alberto Carapau e outros. O clube tinha como objetivo a prática desportiva, especialmente o futebol, que na época não era oferecida por nenhuma outra organização na vila. O clube adotou inicialmente o preto como cor do seu equipamento, mas depois mudou para um tricolor azul, vermelho e branco. O clube não tinha um campo de jogos fixo e realizava as suas partidas nos campos de cultivo do Sorraia. O clube participava principalmente em jogos amistosos contra equipas vizinhas, pois não havia provas organizadas pela Associação de Futebol de Santarém como hoje em dia. O clube teve uma curta existência e foi extinto alguns anos depois, devido a problemas financeiros.

### Grupo Desportivo “O Coruchense”
Em 1948, um novo clube de futebol foi fundado em Coruche, com o nome de Grupo Desportivo “O Coruchense”. Este clube era uma continuação do antigo Sport Clube, mas com uma nova organização e direção. O clube manteve as cores do último equipamento do Sport Clube e instalou-se num novo campo de jogos chamado Horta da Nora, que foi cedido por António Feliciano Teixeira, o sócio nº 1 do clube, por uma renda simbólica de 1 escudo por ano. O clube participava regularmente em campeonatos organizados no distrito e alcançou vários feitos desportivos. Em 1951/52, foi campeão distrital da 1ª Divisão da AFS e em 1953/54, foi campeão nacional da 3ª Divisão, sendo o primeiro clube da AFS a conquistar um título nacional. O clube subiu à 2ª Divisão Nacional e ganhou notoriedade a nível nacional, disputando jogos contra equipas de renome, como o Vitória de Guimarães, o S.C. Salgueiros, o Sporting Braga, o S.C. Farense, o Portimonense, o Olhanense, entre outros. O clube esteve perto de subir à 1ª Divisão, mas acabou por descer de divisão nos anos seguintes. 
Nos anos seguintes, o clube alternou entre a 3ª Divisão e os campeonatos distritais. O clube tem no seu historial cinco presenças na 2ª Divisão Nacional e 13 presenças na 3ª Divisão Nacional. No final da década de 70, sagrou-se campeão distrital da 1ª Divisão da AFS. Nos anos 80, voltou à 3ª Divisão, onde permaneceu por mais alguns anos. No final da mesma década, sagrou-se campeão distrital da 2ª Divisão da AFS. Nos anos 90, venceu por duas vezes a Taça do Ribatejo. Voltou à 3ª Divisão, onde cumpriu mais cinco épocas e onde alcançou, já no novo milénio, o segundo melhor resultado de sempre nesta divisão: um honroso quarto lugar. Em 2005, deixou o campo de terra batida da Horta da Nora e passou a jogar no relvado sintético do Estádio Municipal Prof. José Peseiro, em Santo Antonino. No entanto, o clube enfrentou graves problemas financeiros, que o levaram a suspender a sua atividade durante dois anos. Em 2010, o clube conseguiu superar as dificuldades e retomar a sua atividade, participando no distrital da divisão secundária da AFS. 
Nos últimos anos, o percurso do Coruchense tem variado entre as competições da AF Santarém e o Campeonato de Portugal. O clube, quanto participa nesta última competição, tem direito a jogar na Taça de Portugal, onde em 2015/2016 conseguiram alcançar a 3ª eliminatória, onde acabou por perder contra o Vitória de Setúbal. 

## Futebol

### Histórico (inclui 07/08)
|                   | Nº Presenças | Títulos |
| ----------------- | ------------ | ------- |
| Temporadas na 1ª  | 0            |         |
| Temporadas na 2ª  | 0            |         |
| Temporadas na 2ªB | 5            |         |
| CNS               | -1           |         |
| Taça de Portugal  | 1            |         |
| Taça da Liga      | 0            |         |

### Classificações
| Escalão          | 00/01 | 01/02 | 02/03 | 03/04 | 04/05 | 05/06 | 06/07 | 07/08 | 08/09 |
| ---------------- | ----- | ----- | ----- | ----- | ----- | ----- | ----- | ----- | ----- |
| Liga Sagres      | -     | -     | -     | -     | -     | -     | -     | -     | -     |
| Liga Vitalis     | -     | -     | -     | -     | -     | -     | -     | -     |       |
| II Divisão       | -     | -     | -     | -     | -     | -     | -     | -     | -     |
| III Divisão      | -     | -     | -     | -     | -     | -     | -     | -     | -     |
| 1º Escalão Dist. | -     | -     | -     |       | -     | 4º    | -     | -     | -     |
| 2º Escalão Dist. | -     | -     | -     | -     | -     | -     | -     | -     | -     |
| 3º Escalão Dist. | -     | -     | -     | -     | -     | -     | -     | -     | -     |

### Ligas
- 2005-2006 - 1ª divisão da Associação de Futebol de Santarém (4º lugar)

## Palmarés
| Competição                             | Títulos | Temporada(s)                                  |
| -------------------------------------- | ------- | --------------------------------------------- |
| III divisão                            | 1       | 1953/1954                                     |
| AF Santarém Supertaça Dr. Alves Vieira | 3       | 1995/1996 - 2015/2016 - 2019/2020             |
| AF Santarém Taça Ribatejo              | 3       | 1995/1996 - 1996/1997 - 2014/2015             |
| AF Santarém 1ª Divisão Distrital       | 4       | 1978/1979 - 2014/2015 - 2016/2017 - 2020/2021 |
| AF Santarém 2ª Divisão Distrital       | 2       | 1987/1988 - 2011/2012                         |